# Proteostrenia ochrimacula
Proteostrenia ochrimacula là một loài bướm đêm trong họ Geometridae.